# SMAP×SMAPのコント・キャラクター
SMAP×SMAPのコント・キャラクターは、フジテレビ系列で放送されていた『SMAP×SMAP』内で行われたコント・キャラクターの解説の一覧である。
タイトルの後のカッコ内はそのコーナーに出演しているSMAPメンバーと準レギュラー芸能人。オリジナルの設定で行うコントよりは、パロディコントが多い。またパロディコントではしばしば、演じているメンバーには内緒でパロディにした相手が突然現れるサプライズが行われる（香取が主演のコントでのケースが最も多い）。香取が扮するキャラクターには市川カニ蔵やニワさんなど「BISTRO SMAP」のおいしいリアクションから生まれたキャラクターもあり、草彅・香取が扮するキャラクターはさらに年末の『笑っていいとも!特大号』のものまね企画でも披露する事が多い（中居はその年に流行した芸人のネタを用いており、本番組のコントキャラは逆に用いられない）。

## あ行
- 愛点（香取・草彅・石田純一・大澄賢也）
2007年3月5日初放送。『笑点』のパロディ。司会は香取扮する円LOVE（元ネタは三遊亭圓楽）。笑えないけど愛のある大喜利。

- AETランキング（木村）
木村扮するDJホッパーが「あえて○○の代わりにするなら?」についてのランキングを語り、「東都大学教授 菅井重雄」なる謎のおじさんが解説する。

- 青山テルマタカシ（稲垣、香取、YOU）
青山テルマ feat.SoulJaのパロディ。YOUが男性と別れる女性役のコントで、クライマックスから「そばにいるね」が流れ始め、カメラが移動するのと共に稲垣が歌い始める。そしてラップの部分を香取が歌うが、途中から歌詞が変になっていく。

- アクターズブレイク（中居・草彅・香取）
女優ゲストを迎え、架空のドラマを演じる。途中、中居・草彅・香取がアドリブで演じる部分があり、そこで即興のギャグでゲストを笑わせられれば3人の勝利。ゲストが勝利すると「金の台本カバー」がもらえる。

- アセリ山動物園（稲垣・草彅・折居飼育員）
2008年2月18日放送。旭山動物園のパロディ。草彅扮するシロクマのシズオが、食べ物に対する執着だけで無謀な挑戦をする。

- ATARU THEコント（中居・草彅・香取）
2013年9月2日初放送。ドラマ『ATARU』のパロディ。香取扮する沢主任と草彅扮する舞子とチョコザイ（演じた中居は本家でも同役を演じている。）が、三つのコードがある爆弾の解除を試みようとする。『ATARU』の映画公開に先立って放送された。
本家はTBS系列の日曜劇場で放送されたが、当番組が月曜日放送ということもあって「月曜劇場」と表示されている。

- あっくん（香取）
2006年5月8日初放送。幼稚園児「あっくん」の起こした何気ない行動が大騒動を巻き起こす。

- アナウンサーガンガン物語（中居・稲垣）
2005年5月16日初放送。タイトルはドラマ『アナウンサーぷっつん物語』のパロディ。フジテレビアナウンサーが多数登場し、パイ投げ、粉まみれ等バラエティ番組の王道に挑戦。

- あゆロボ、深キョンロボ、イチロボ（稲垣・香取・草彅）
ロボットを作った博士（草彅）と研究員（香取）が、様々な人物に扮したロボット役の稲垣を笑わせるコーナー。

- アルカディア（木村）
木村がハーロックに扮して、様々な声優と交信をするコーナー。「アルカディア2002」、野沢雅子の回ではトチローに扮した『宇宙海賊キャプテンハーロック』の原作者・松本零士が登場した。
2013年、木村が主演のドラマ『安堂ロイド〜A.I. knows LOVE?〜』にアニメでハーロックの声を担当した井上真樹夫が第8話から最終話に俳優として登場、共演を果たしている。

- 美女（イケジョ）ですね（香取・稲垣・高橋みなみ・高城亜樹・宮澤佐江）
2011年7月18日初放送。韓国ドラマ『美男ですね』のパロディ。いなくなった娘の代わりに　陽瞑寺住職の古見南無（香取,読みはこみなむで本家の主人公の名前に由来）が、稲田吾郎(稲垣)の半ば強引な要請で、新メンバー"ミナ"としてバンド「A.N.ZELL」に加入する。ちなみに初放送日の「BISTRO SMAP」では、本家のドラマに出演していたチャン・グンソクがゲストとして出演した。
第2話で放送が途切れ、設定上はデビューまであと2日という場面で終了した。

- いそう大賞（全員）
香取が司会を務めている『欽ちゃん&香取慎吾の全日本仮装大賞』のパロディ。いかにもいそうな高校生やサラリーマンの設定が最初に発表され、それを出演メンバーが演じる。最後は必ず合格する（本家と同様、合格したらメダルをかけられるのがお約束）。しかし、2007年7月16日放送分では、草彅が「カラオケでノリノリで歌っている所に店員が入ってきて気まずくなってしまった高校生」を演じた時ネタが成功せず、周りが白けて、結果は14点以下で不合格となった。
  - つるべいそう大賞
2007年8月6日放送。SMAPのメンバー5人がそれぞれ笑福亭鶴瓶とコンビを組んで挑んだ。この時は、通常の高校生・サラリーマン設定だけでなく、実際に鶴瓶との間で起きた実話を元にした設定もあった。

- 市川カニ蔵（香取）
市川海老蔵のパロディ。2010年4月19日放送の「BISTRO SMAP」に小林麻耶・麻央姉妹が来店した際の「おいしいリアクション」で生まれたキャラクター。胸元のはだけた白いワイシャツにチノパンが基本の衣装であり、これは同年3月22日放送の「BISTRO SMAP」で市川海老蔵が来店した際の服装をモデルにしたもの。そのままコント化され、定期的に放送されている。

- 稲木数子の芸能人メッタ斬り（稲垣・草彅）
細木数子のパロディ。

- 稲小路ごろまろ（稲垣・中居）
2005年5月9日初放送。綾小路きみまろのパロディ。演歌歌手が歌う前のMCをするが、歌い出した後も続ける為に、中居にダメ出しされる。

- 稲林先生（稲垣）
林修のパロディ。

- 今昔くん（草彅・中居・香取）
1996年9月23日初放送。草彅が、放送当時『SMAP×SMAP』の収録スタジオだったTMC内のレストラン「今昔庵」のマスターに扮するコント。店舗の読みは「こんじゃくあん」だが、キャラクターの読みは「いまむかしくん」[1]。

- イントロC-C-B（稲垣・香取・木村・YOU・伊藤裕子）
前身コーナーは「CCB吾郎」。稲垣が演じるCCB吾郎がイントロのメロディ部分だけを歌い、解答者である木村・YOU・伊藤がそれを答えるが、大抵は正解がでることはない。コーナーの最後にCCB吾郎が歌っている最中に天の声で曲を歌っている本人にダメ出しされ、本人が登場しCCB吾郎と一緒に熱唱する。2012のSMAPのコンサートライブ『GIFT of SMAP』のコントコーナーでは21公演全てを、このキャラクターで回った。

- 歌のHit Station（中居・草彅）
松浦亜弥のパロディ。松浦マヤ（中居）が、歌の合間に様々な特技に挑戦させられたり、酷い目に遭わされる。中居に内緒でアントニオ猪木が出たこともあったり、（スマスマ本放送では放送されなかったが）ナインティナインが登場して、このコントの収録中にめちゃイケSPのオープニングが撮られていたこともある。

- 裏切り者（全員）
1997年5月12日初放送。ギャング団に扮した5人が、裏切り者を探す=中に1つだけ激辛（すごく酸っぱいものや、激苦の場合もある）のものが混ざっている食べ物を誰が食べたかなどをお互いに当て合うコーナー。クエンティン・タランティーノ監督の映画『レザボア・ドッグス』のパロディ。後に激辛を2人分に増やした続編（'00）や、爆笑問題を交えた復活版（'06、ただし当時の公式サイトには「一夜限りの復活」と表記されていた）も放送された。また、2012年には「裏切り者2012」として復活した。映画『レザボアドッグス』を勝手にパロディにしてしまった為、タランティーノに怒られるとスタッフは思っていたが、当のタランティーノがゲストに来た際には、「僕の為に作ってくれたセットだ」と思い込んで非常に喜ばれた。

- 永七輔のちょっといい話（中居）
永六輔のパロディ。中居扮する永七輔が客として来ている老人の前で講演方式で60秒間、テーマがないが、「ちょっといい話」と題して、少しおもしろい軽い話を60秒以内に話す。60秒以内に言いきれなければ、七輔の前のカーテンが閉まる。後に、このコントを見ていた本人から衣装が贈られた。

- エキサイティングマスク（稲垣・中居・生瀬勝久）

- エビちゃんOL（稲垣・中居）
2006年5月15日初放送。稲垣扮する、エビちゃんに憧れるOL「たえこ」が、中居扮する露天商のお婆ちゃんに全く違う人物の格好（金八先生等）を着させられてしまう。このコントがきっかけでC-C-B吾郎が誕生した。2006年7月12日、本編収録後に蛯原友里がゲストとして登場。

- MCカマー（香取・中居）
MCハマーのパロディ。香取扮するMCカマーは、はじめは売れっ子だったがその後自己破産してしまった。借金で歌が出せない状況で日本のヒット曲（「ミニモニ。じゃんけんぴょん!」・「箱根八里の半次郎」など）をパクって発売したが、それが問題になり裁判沙汰になった。更にその裁判で敗訴してしまい、10億円の借金を背負った。その後偽名でオーディションにもぐりこんでまた例のパクリ曲で審査員をだまして見事合格した。「ミニモニ。じゃんけんぴょん!」では、当時まだ有名でなかった「デスティニーズ・チャイルド」がバックで踊っていた。

- エルザ  (香取)
- オウムのOちゃん（木村・香取）
1996年10月28日初放送。「ペットのPちゃん」の派生コント。木村が「オウムのOちゃん」に扮する。

- OL会話の法則（稲垣・横山めぐみ・櫻井淳子・黒羽夏奈子）
OL達の会話を稲垣が解説するが、うまく解説できない。

- 大柳（香取）
小柳ゆきのパロディ。

- お忍びマイケル（稲垣／草彅・香取・斎藤洋介／中居・木村・柴田理恵・横山めぐみ）
1996年6月10日初放送。稲垣がマイケル・ジャクソンに扮して、飲食店に登場する。因みに2006年6月5日放送で本物のマイケル・ジャクソンが飛び入りで出演した際、稲垣はマイケルの目の前でマイケルのものまねを披露した。これにマイケルは大ウケだった。

- 織田信中（中居・稲垣）
フィギュアスケート選手の織田信成とコーチである母とのキスアンドクライでの様子のパロディ。

- 音松くん リターンズ（全員・森口博子・森脇健児）
2006年5月1日放送。SMAPが『夢がMORI MORI』の中で演じていたキャラクター「音松くん」の復活版。「スマイル戦士 音レンジャー」を歌ったあと、『夢がMORI MORI』の放送当時に行われていた自己紹介を再現し、最後は森口と共にオープニングテーマ「夢がMORI MORI」を披露した。放送された発端は、2006年4月3日に放送された春のスペシャル企画「スーパーキックベース」（これも『夢がMORI MORI』の復活企画）で、当初チームSMAPが負けた場合にのみ罰ゲームとしてしなければいけなかった。しかし、チームSMAPが勝ってしまったために封印かと思われたが、観客の要望が大きく、また木村が前向きであったため復活が決定した。

- 踊れ大捜査線（香取・中居・木村・草彅）
1998年11月23日初放送。ドラマ・映画『踊る大捜査線』のパロディ。香取扮する青島刑事が難事件に挑む。エリート管理官役の真矢みきのほか、青島幸男や織田裕二が出演。

- おにいさんといっしょ（中居・稲垣・伊藤裕子・MEGUMI）
2006年1月30日初放送。『おかあさんといっしょ』のパロディ。中居扮する佐藤うざみちお兄さん（『おかあさんといっしょ』に出演していた頃の佐藤弘道のパロディ）の表情の変化を観察するというもの。稲垣はアシスタント役。またタレントや子役がゲストとして多数出演。「ガリマッチョ体操」なる体操を収録中に子供がNGを出すところからコントが始まる。後ろには「ガリガリマッチョ」なパンダとうさぎのマスコットキャラがいる。

- おぬし（中居・草彅・横山めぐみ・斎藤洋介・西山喜久恵・川端健嗣）
『しあわせ家族計画』のパロディ。挑戦者（中居）にその守護霊（草彅）が横から口を出して邪魔をする。

## か行
- 外国人演歌歌手 ジョロ（草彅・香取）
草彅扮するジョロ（ジェロのパロディ）が登場。曲のタイトルは「川雪」。

- 香沢翼（香取・貫地谷しほり・大林素子）
2013年5月20日初放送。与沢翼のパロディ。

- 家政婦の三田さん（稲垣・木村・三田佳子・竹富聖花・鈴木砂羽）
ドラマ『家政婦のミタ』のパロディ。家政婦としてやってきた三田さんが指にけがをした、風邪になったなどと理由をつけてサボろうとする。最終回では三田佳子とSMAPのトークコーナーがあった。

- 堅井堅（稲垣）
平井堅のパロディ。平井本人もサプライズゲストとして登場した。2016年8月29日放送の「S-Live」のゲストが平井に出演、直前に「堅井堅の楽屋レポート」というコーナーが放送され11年ぶりに復活した。尚、同コーナーは平井に堅井が、コーヒーがめんつゆ・水が爆発・座ったパイプ椅子が壊れる等のドッキリを仕掛けられる内容だった。

- カツケンサンバ→カツケンマハラジャ（香取）
2004年9月6日初放送。「マツケンサンバ」のパロディ。香取扮するカツケン（マツケンのパロディ）がカツケンサンバを踊った後、ものまねや川柳を披露するのが定番の流れ。一度、番外編として教則DVDでの真島茂樹のものまねをしたコントも放送された。このキャラクターで振付師の真島茂樹やチビカツ等と共演、遂には松平とも本人のイベントで共演も果たしたり、24時間テレビの企画でも松平・真島と中継を結んで、三者共演を実現。マドンナがゲスト出演した際は、カツケンが披露した犬のものまねが、マドンナにとても気に入られた。また、チョナン・カンが「チョナンケンサンバ」を踊った。後に「マツケンマハラジャ」のパロディ「カツケンマハラジャ」も制作された。
香取は、2021年8月24日に自身のYouTubeチャンネルに投稿した動画で「カツケンサンバ」を披露[2][3]しており、この動画は2022年1月時点で100万回を超える再生回数を記録している[4]。

- 香取慎吾 AKBになる。(香取・大島優子・渡辺麻友・柏木由紀・米良美一)
『第5回AKB48選抜総選挙』とのタイアップ企画。香取扮するシンタロー。（当時前田敦子のものまねでブレイクしていたキンタロー。のパロディ）が選抜総選挙で1位になるためにライバルである大島・渡辺・柏木に対して様々なバトルを行っていくコント。米良はマネージャー「めらら」として登場。出演はしないものの「後はさしこをなんとかしないと…」と指原莉乃の名前も登場している。最後は「本当の闘いはもっとアツい」と、本物の選抜総選挙の告知で締めている。

- カトリックス（香取）
映画『マトリックス』のパロディ。撮影しているのは「カトリックスうどん」のCM。

- 香取部長（香取・中居・稲垣・斎藤洋介）
1999年3月8日初放送。香取部長が仕事をしない部下（中居と稲垣）とその部下といつもつるんでいる専務斎藤（後に勝村政信）にクビを言い渡すまでを描いたコント。ひょうひょうとしている香取以外のメンバーを、香取が狂気的に突っ込む。香取へのサプライズで坂本龍一が清掃員役で出演したこともあった。後に本部長に昇進。

- カメレオン剛（中居・草彅・稲垣）
草彅が倖田來未の女装をするコント。コント中で草彅は「代役として選ばれた男のAD」という役回り。

- 仮面レンアイダー（木村・香取）
『仮面ライダー龍騎』のパロディ。城戸真司・仮面ライダー龍騎→沢井・仮面レンアイダー恋騎（れんき、木村）、秋山蓮・仮面ライダーナイト→北村・仮面レンアイダー愛斗（あいと、香取）という風になっている。本家同様アクションシーンはあるものの、その実態は「昼ドラなどによくある設定でホスト+イメクラのような仮想体験を女性客に提供する」というもの。劇中で使われているBGMは本家の物が一部使われており、変身の仕方、合成も本家と酷似している。また、レンアイダーたちの待機場所が喫茶店というところは『仮面ライダー龍騎』の「花鶏」が元ネタであることがうかがえる。そのマスターとして岡田眞澄が出演している。

- カミカミ王子 KAMI KAMI CHANNEL（香取・草彅・マリエ）
香取が疲れて帰宅してテレビをつける。カミカミ王子（草彅）がニュースを読むが、噛むと大量の水が落ちてくる。それを見た香取が幸せになる。

- カラーズ（木村・稲垣・草彅）
1997年2月10日初放送。色鉛筆たちのコント。

- カンチの墓（香取・中居・草彅）
1999年6月14日初放送。肝試しでお墓に来た小学生中居は陽気で時代遅れな幽霊カンチ（香取）とカンチの幼馴染の住職（草彅）と出会う。

- カンディ・フグ（香取・草彅）
1998年2月16日初放送。アンディ・フグのパロディ。香取がゲイのボクサー「カンディ・フグ」に扮する。余談ではあるが、香取は1996年に「Aptiva」（日本IBM）のCMでアンディ本人と共演している。

- がんばれ世良さん（木村・草彅・香取）
1996年12月2日初放送。世良公則のパロディ。世良さん（木村）が歌おうとするとAD（草彅）のミスでハプニングが起きる。世良さんは機嫌を悪くしてしまい、そのたびにディレクター（香取）がおやつのメニューなどを伝えて機嫌をとる。

- KICHO-MEN（木村・香取）
ラップミュージックに乗って、散らかっている場所を見つけては几帳面に整頓する二人組。木村扮する「ヌーディ」は米国のラッパーであるメソッドマンを、香取扮する「ハーティ」は同じく米国のR&B歌手・シスコを外見上のモデルとしている。

- 木村家の人々（木村・木村佳乃・木村祐一・木村茜）
『伊東家の食卓』とホームコメディのパロディ。バーで「デートで使える裏ワザ」や「異性を口説く裏ワザ」等の恋愛裏ワザを実践するが、失敗してしまう。

- ギャグ曽根（稲垣・中村有志〔ギャル曽根本人の名付け親〕）
ギャル曽根のパロディー。食べ物を使い、一発ギャグを披露する。

- ギャル店員シノブ（木村・柳原可奈子・マリエ）
人気ギャルブランド「smaussy」のショップ店員で、日本中のギャルの憧れの存在・シノブ（木村）。彼女は実は46歳で、本物の若者である店長のカナコや後輩店員のマリエが使うギャル語についていけず、逆に「アイム・ソーリー・ヒゲ・ソーリー」など死語（シノブちゃん語）を連発。それゆえ会話が噛み合わなくなるが、受験生の息子の為に稼ぐべく年齢がバレないよう努めている。なお、木村はこれがコントにおいて初の女性役となる。

- 救命病棟22時（草彅・香取）
2013年7月22日放送。ドラマ『救命病棟24時』のパロディ。草彅扮する医師とオネエキャラの医師イサミちゃん（香取）[注釈 1]が登場する。

- きょうの猫垣さん（稲垣・香取・柴田理恵・武井証）
2006年9月18日初放送。漫画『きょうの猫村さん』のパロディ。香取やその他の共演者が猫に関することわざや迷信（猫に小判・猫まんまetc.）を言うと「それってネコに対する冒涜ですよ」と稲垣扮する猫垣さんと柴田理恵などの猫が大勢で詰め寄ってくる。

- 局長!（香取・草彅）
NHK大河ドラマ『新選組!』のパロディ。香取が近藤勇として出演していた『新選組!』が最終回を迎えた翌日の、2004年12月13日に放送された。年末のコンビニを舞台にコンビニ店員（草彅）が「御用改め」（と称した冷やかし）にやってきた近藤勇（香取）に振り回されるという内容。『新選組!』の脚本を書いた三谷幸喜が、このコントの脚本も書いている。また音楽には『新選組!』のBGMが使用されている。

- クイズご長寿早押しバンザイ（香取・稲垣・中居）
『さんまのSUPERからくりTV』内のコーナー『ご長寿早押しクイズ』のパロディ。香取が司会の鈴木二郎、稲垣・中居が解答者の稲葉トメと中山ミヨコに扮する。本家でご長寿らが珍解答や珍言動、珍行動をする、司会の鈴木が淡々と進行する部分がそのままパロディ化されている。正解者に「カットされるよ」と茶々を入れる中山に対し、鈴木が「あなたがカットです」と言いスタッフによって退場させられるオチ。

- クイズ$スマリオネア（中居）
『クイズ$ミリオネア』のパロディ。

- くいのり（草彅・稲垣・木村・畑正憲・若槻千夏・杉田かおる・勝村政信・大林素子・HIRO（安田大サーカス））
フジテレビで同じ曜日の夜11時（スマスマの後）に放送していた『あいのり』のパロディー。『くいのり』は、草彅が司会を務め、稲垣扮する久本ごろ美と動物大好きおじさん「ムツゴロウさん」こと畑正憲（本人）をコメンテーターに迎えて放送されている、超人気「動物恋愛観察バラエティ番組」という設定。見ず知らずの雌雄がワゴン車「ラビングワゴン」で外国を旅し、その間に芽生える野生の恋の物語を観察するのが目的である。肉食動物がライバルの草食動物を食べる等、実際の動物の習性にちなんだオチの後、そのVTRを見ていたスタジオで、それに被せて畑の薀蓄や体験談が披露される。
ナレーションを本家『あいのり』と同じ真地勇志としたり、初期はジャンクション部分（スマスマ終了直後に流れる「この後は、あいのり」の部分）までパロディをしたりと、凝った作りである。

- クサナギーニョ（草彅・稲垣）
2006年1月23日初放送。ロナウジーニョのパロディ。初めのコントの後、ゲストと「メモドリ」（敵に見立てた人形の裏に書かれた言葉を暗記しながらドリブルする）で対決する。2006年6月19日に若干リニューアルして、「ジーゴロ」（稲垣）というキャラクターも登場。ドラマ『アテンションプリーズ』の宣伝を兼ねて出演した相武紗季と「イメドリ」（敵に見立てた人形の裏に書かれた言葉から連想される言葉を考えながらドリブルする）で対決。この回で初めて、クサナギーニョが敗北（しかしこのとき相武が同じチームであるにもかかわらず、「やっぱりジーゴロは頭も運動神経も足りない!!」と言ってしまう）。

- 草彅ムサシ（全員）
1996年6月10日初放送。時代劇風のコントだが、目玉は剣道による対決。草彅ムサシ・木村小次郎（草彅と木村は剣道の経験がある）が、毎回剣道有段者のゲストと対戦する。剣道経験のないほかの3人が挑戦することも。

- 草ヤギ剛（草彅）
2004年5月3日放送「SMAP×SMAP 6th LOVE AWARD」内での特別企画「こんな映像あったのに」で、コント「フィッティングルーム」の未放送分が放送され、初登場。身体が人間で顔がヤギの男の生き様を描く。

- グラッスィーズ（草彅・稲垣・木村／安達祐実）
1996年8月26日初放送。草たちによるトーク。安達はひまわり役としてゲスト出演した。タイトルはグラッシーズと表記されたこともある。

- 計算マコちゃん（中居・草彅・香取・横山めぐみ）
マコちゃん（中居）が彼氏である草彅の男心を惹きつけるため、あれこれとテクニックを披露する。香取と横山（2012年はミムラ）は影での解説役。最後にいつもマコちゃんが草彅にキスをするというオチがあった。小学生時代から同番組のファンだという堀北真希は、「BISTRO SMAP」にゲスト出演した際に、この作品が好きだと発言している。また、2012年には「計算マコちゃん 2012」として復活した。

- ゲゲゲのAD（香取）
目玉のおやじに扮する香取がADに挑戦する。コーナー化するきっかけとなったのは、「BISTRO SMAP」で向井理（2010年11月22日放送分）、松下奈緒（同年12月13日）がゲストに来た際のおいしいリアクションで香取が目玉のおやじに扮して大爆笑が舞い込んだからである。

- 5→9〜私に挑んだお坊さん〜（草彅・香取・寺田心）
2015年11月23日放送。ドラマ『5→9〜私に恋したお坊さん〜』のパロディ。

- 五郎丸ゴロー（稲垣）
2015年11月30日放送。ラグビー日本代表・五郎丸歩選手のパロディ。ラグビー選手の五郎丸ゴロー（稲垣）がカフェでの取材中、窓枠をゴールポストに見立ててゴールキックをする。

- ゴロクミの部屋（稲垣・横山めぐみ・伊藤裕子）
1998年6月8日初放送。稲垣が特殊メイクで超太った女の子「ゴロクミ」を演じる。ゴロクミの姉役として、木村と結婚する前の工藤静香が、妹役として菅野美穂が出演。また、様々なデブタレント（伊集院光や内山信二ら）を集めてサザンオールスターズの「イエローマン 〜星の王子様〜」のPVをパロディしたこともある。
番組外では、香取が主演していたドラマ『人にやさしく』の隠れキャラとして登場した。
のちに派生として、舟山久美子のパロディ「ごろくみっきー」やきゃりーぱみゅぱみゅのパロディ「ごりーぱみゅぱみゅ」も登場した（本家との共演も果たしている）。
こちらも2012年12月31日の『第63回NHK紅白歌合戦』にて、きゃりーの応援ゲストとしてごりーぱみゅぱみゅが登場した。

- ゴロゴ13（稲垣・中居・香取）
1998年4月27日初放送。『ゴルゴ13』のパロディ。ゴロゴ13が任務を命じられるが、失敗し滝のように汗を流す。そして、中居に頭を叩かれるのがお約束になっている。

- ゴロ純（稲垣・中居）
石原良純のパロディ。2003年12月1日放送のコント「ゴロ純の明日は晴れだろ!」で初登場。2004年5月17日放送のコント「ズバリ、ゴロ純さん!」では本人と共演した。また、2004年6月28日放送の『SMAP×SMAP特別企画 中居・木村・草彅・香取が稲垣のワインを買いにパリまで行っちゃいましたスペシャル』では、稲垣以外の4人が稲垣に内緒でパリロケを敢行するドッキリを成立させる為に、偽のゴロ純コント収録を雷門ロケで実施。コント映像が流れて実質的なネタバラシがされた瞬間、スタジオで見ていたメンバーやスタッフは大爆笑、当の稲垣は苦笑いしていた。

- ゴロ・はるみ（稲垣）
エド・はるみのパロディ。本家の決めギャグは「グー」であるが、ゴロ・はるみは「グー」の部分を「ジー」にしている。

- ごろマップ（稲垣・山崎弘也・伊吹吾郎・稲垣潤一）
『おじゃマップ』にあこがれた稲垣がパートナーを見つけるオーディションをする。パートナーをザキヤマが提案する。

- ゴロレオ（稲垣・香取）
ドラマ『ガリレオ』のパロディ。稲垣がゴロレオ、香取が内海薫を演じる。第1回は香取がガリレオ第4話にゲスト出演していたストーリーをそのままパロディにしている。第2回は本編の第1話のパロディ。第2回の放送当日に本家は最終回であった。第1回のタイトルは「須磨る」第2回のタイトルは「語炉る」である。また、ゴロレオの書く数式には「TMC=CCB」「CCB=CCB」などというものが登場する。「吾呂れる」のタイトルで2013年6月10日、第2シーズン第九章放送終了後に5年半ぶりに「復活！ゴロレオ」として放送された。第一章「幻惑す」をモチーフにしたストーリーで本家ドラマとはリンクしており、冒頭研究室に来た内海が1年米国へ研修のために後任に岸谷という警部補が来ると説明した後に脚を捻挫した岸谷がやってくる。なお、岸谷も内海同様、香取が演じている。

## さ行
- 最強の白取さん（香取・稲垣（最初に投稿箱に入れる人役））
2005年11月21日初放送。生協の白石さんのパロディ。白取さん（香取）が投稿箱の中から「一言カード」を一つ選び、そこに書いてある事に挑戦するが必ずと言っていいほど、不運な結果[注釈 2]に終わる。「辛いものと甘いものを混ぜるとどんな味がするのか」で「キムチにブルーベリージャムをかけるとどうなるか」をし、「お勧め」と返事した。なお、本家の白石さんは男性であるが、香取演じる白取さんは女性である。

- 沙粧慎子-最初の事件-
1997年5月12日初放送。ドラマ『沙粧妙子-最後の事件-』のパロディ。

- ザ・チェッコリーズ!（木村・稲垣・香取）

- ザ・つっち（草彅）
2006年6月26日・2006年8月7日放送。『ラジかるッ』におけるザ・たっちのパロディ。

- The Mars（全員）
宇宙飛行士に中居と稲垣、彼らが訪れた火星にある「火星人丸見えクラブ」の呼び込みに木村、小屋の見せ物になっている火星人に草彅と香取が扮した全員コント。

- さよなら○○くんシリーズ（全員）
1997年7月21日初放送。香取扮する「読みの難しい苗字」の人物と感動的な別れの場面を迎えた仲間達だったが、誰も彼の名前が読めない…という設定で出演者が順番に勝手な読みを当てて呼び、誤魔化していく。
香取が演じた人物の苗字は勅使河原（てしがわら・第1回）、日下部（くさかべ・第2回）、大日向（おおひなた・第3回）、九十九（つくも・第4回）、羽生田（はにゅうだ・第5回）、乾（いぬい・第6回）、六平（むさか・第7回）。

- サンキューゴロー→ジゴロー（稲垣・中居・草彅・横山めぐみ）
1997年5月5日初放送。横山（木村の回もあった）がピンチに陥っているときに、どこからともなくゴロー（稲垣）が登場し、横山とその場の状況とはまったく関係ない軽いやり取りをした後、クールに「サンキュー」とだけ言ってすぐに消える。前身のコーナーは稲垣主演のドラマ『彼』のパロディ「スマスマな彼」。

- CCB吾郎（稲垣）
C-C-B・笠浩二のパロディ。視聴者からのお便りを読んだあと、「Romanticが止まらない」をアカペラで（伴奏も）歌う。コント「エビちゃんOL」で稲垣がC-C-Bの笠浩二の格好をさせられた際に好評だったため、CCB吾郎としてキャラクター化することとなった。2007年には本物の笠らとも対面している。
ライブ『GIFT of SMAP CONCERT'2012』・『Mr.S "saikou de saikou no CONCERT TOUR"』 には稲垣がこのキャラで登場するシーンがあり、DVDには『Romanticが止まらない』の著作権表記がされている。

- Gショック（稲垣）
1997年12月29日初放送。稲垣が女性ゲストを口説こうとするが、女性ゲストの一言にショックを受け、Gショックを模したCGの中でシマウマの大群に踏まれたりロケット花火にくくりつけられて打ち上げられたりと様々な仕打ちに遭う。

- Gタンパンズ（中居）
やるにはちょっと恥ずかしい事に対し「Gタンパン」（デニム地で出来た短パン）姿の中居と黒人ダンサーが「恥ずかしくはないさ!」と踊りながら訴える。

- 質疑ベタ夫三兄弟（稲垣・草彅・香取）
フジテレビ正面玄関で待ち伏せる記者団に混じって、出てきた芸能人に意味不明な質問を投げかける。

- 自転車男（草彅）
ドラマ『電車男』のパロディ。2005年に二回放送された。ネットの掲示板で自転車男（草彅）が恋の相談をすると「体当たりで行け!」とレスがつく。草彅はその女性に本当に自転車ごと体当たりし、失敗するが、書き込みは成功したようになっている。

- SHINOHARA TV（草彅・篠原信一）
2015年4月20日初放送。篠原信一と弟の篠原信二（草彅）が「〇〇をやってみた」などといった、YouTube風の短編動画を撮る。

- 渋谷! 問題GUY（木村・草彅・稲垣・MEGUMI）
2004年に数回放送。センターGUY（木村・草彅）とコギャル（MEGUMI）が渋谷に出店した新規店舗の店員になるが、大概草彅のミスでクビになる。

- 子門くん（香取・中居／横山めぐみ）
1996年5月20日初放送。子門真人のパロディ。

- 10時のホント?!（中居・草彅・境鶴丸・菊間千乃／平井理央）
1999年10月25日初放送。『2時のホント』のパロディ。本家の『2時のホント』の司会者だったフジテレビアナウンサーの境鶴丸と菊間千乃がそのまんま司会役で登場し、ピーコのパロディで中居演じるヒーコによる辛口ピーコのファッションチェックならぬ「辛口ヒーコのファッションチェック」を行う。2006年7月31日放送から菊間が自身の不祥事のため降板したため本家にあたる2時のホントにはフジテレビ入社前のため出演していない平井に代わった。コーナーのアシスタントは草彅。本家にそっくりなセットになっている。後、ヒーコに内緒で、本物のピーコ、おすぎ、おすきとして関根勤が登場した。BGM・出演者名テロップは本家と全く同じ物を使用し、タイトルのロゴも2の部分を一緒の書体で10に書き換えて末尾に!と?を足した物である。

- ジュブナイル・スマスマカット
映画『ジュブナイル』のパロディ。香取が発明したタイムマシンにスマヌードルを入れると食べられる状態に、ズボンを入れるとすそ上げされて庭の穴に移動した。香取いわく「スマヌードルがだんだん小さくなり、ミクロ単位にまで小さくなったときにお湯を入れられた」。酒井美紀の「普通にお湯入れて3分待ったほうが早いですね」の意見に香取が「そういうことを言っちゃいけないよ」と返事。最後にテトラを入れたら、出てきたのはバボちゃん。時空間は上野の近く。ズボンの仕立て屋はお台場、西日暮里、祇園にあるらしい。

- 小奥（香取・草彅・中居）
ドラマ『大奥』のパロディ。

- 上京物語（香取）
1999年5月10日初放送。青森から上京してきた青年・青森秋太が、テープによる標準語講座（青森版）で標準語をマスターしようとするが…。ラストではシャ乱Q「上・京・物・語」の一部分が流れる。実際に青森県出身の新山千春が姉・秋子役でゲスト出演したことがある。

- 勝利の女神様（中居・森・草彅・香取・柴田理恵）
1996年5月6日初放送。ドラマ『勝利の女神』のパロディ。スマスマのコントでは定番のパターンである、メンバーに内緒でパロディした本人がサプライズ登場する演出はこのコントが最初であり、その標的は香取（陣内孝則と対面）だった。またこのコントから派生して、「陣内くん」のコントも誕生した。

- ジョージ野口（木村・草彅）
木村扮するアクションスター、ジョージ野口が草彅扮する映画記者に迫るコント。ジョージ野口のアクションはCGやスタントを使わないのが特徴で、新作ではCGなしで電車で轢かれるアクションが見もの。

- 職人シリーズ（金ダライ職人、スリッパ職人、パイ職人）（稲垣・中居）
職人ができあがった作品を弟子に試すコント。結構容赦なく稲垣が中居を攻撃するのがこのコントの売り。

- 私立恵比スマ中学（香取・廣田あいか）
2015年3月9日初放送。タイトルは私立恵比寿中学のパロディ。エビ中 中学5年生（初放送時は4年生）の廣田あいか（通称：ぁぃぁぃ）とスマ中 中学27年生（初放送時は26年生）の廣田こいか（通称：こいこい）（香取）が漫才を披露する。漫才のブリッジには「永遠に中学生」が使われている。

- 新宿のババア（中居・草彅・マリエ）
中居扮する伝説の占い師「新宿のババア」に占ってもらうと、いろいろなことを言い当てられる（暴露）。エビちゃんOLに登場するインチキババアと似ている。

- 新入りの巨人（草彅・稲垣）
2014年3月3日初放送。アニメ『進撃の巨人』のパロディ。アルバイトの新人である巨人がビルの建設現場に遅刻してやってきて、稲垣扮する現場監督に生意気な態度を取ったり、遅刻の言い訳をする。2回目以降の放送では、巨人がドミノ感覚で足場作り等に挑戦する。草彅扮する巨人は、本家の超大型巨人をモデルにしている。ちなみに草彅は本家の実写版である『進撃の巨人 ATTACK ON TITAN エンド オブ ザ ワールド』にグリシャ役で出演していた[5]。

- 陣内くん（香取・中居・稲垣／大石恵／横山めぐみ）
1996年6月10日初放送。ドラマ『勝利の女神』の陣内孝則に扮した香取が、結婚式中の教会や病院等に突然現れ、マジックを披露する。

- 心理捜査官稲垣（稲垣・斎藤洋介・横山めぐみ・神保悟志）

- すいかの名産地（中居・稲垣・香取）
中居・稲垣・香取の3人がすいかをイメージした衣装を着て人々の前に現れ「すいかの名産地」を歌う。最後は目覚めた人物の目の前に中居のみが現れ、すいかのステッカーを貼る。元々はエンディングトーク内でこの曲の話が出た際に、この3人のみがこの曲を知っていたため、このコントが作られた。

- スーパーセキュリティーATM（中居）
ATMで中居が現金を引き出そうとすると、「その3万円は何に使うのか入力してください」と言う質問が…。そのほか「その3万円で稲垣吾郎にプレゼントするものは?」「稲垣吾郎の素敵だと思うところは?」など何かとおせっかいに用途まで聞いてくる。質問に答え終わると、3万円がすべて1円玉で出てくると同時に銀行が閉まる。3万円の用途で「パチンコ」と入力したときは大量のパチンコ玉が出てきた。

- スター楽屋探訪（全員）
中居・稲垣・香取のうち1人がレポーターに扮し、有名人に扮したメンバー1人のいる楽屋を訪問するという内容のコント。新コントや新キャラクターのテストも兼ねていた（ここから、香取の当たりキャラである「カボヅカくん」が誕生。「で？っていう」（元はモデルとなった窪塚洋介の出演していた「ライフカード」のCMでのフレーズ）という決め言葉は半ば流行語にもなった。後に「密着カボヅカCHANNEL」「カボヅカ先生」「カボヅカ社員」「Dr.カボヅカ」といったコントも誕生。「カボヅカくん」関連のコントには全て稲垣が出演している）。
スター寝起き探訪・スター仕事探訪といった派生コントもある（こちらは全て「カボヅカくん」関連）。
5人が1度に揃ってこのコントに出演した事は無いが、5人全員が出演経験がある為、全員が出演している数少ないコント。
田村正和の楽屋を訪問するといった設定では、木村が「古畑拓三郎」以来となる田村役で出演。
大体レポーターの名前は中居の場合は「中園」、稲垣の場合は「稲尾すすむ」、香取の場合は「香藤」である。

- スパイダーマン（草彅・稲垣・中居・伊藤裕子）
映画『スパイダーマン』のパロディ。スパイダーマンに扮した草彅が無茶ぶりをされ続ける、という内容のコント。

- すべリアンハスキー（香取）
2006年3月6日放送。駄洒落犬。

- スマELT（中居・香取・斎藤洋介）
1999年6月21日初放送。3人時代のEvery Little Thingのパロディ。「Dear My Friend」のイントロが流れ、持田香織役の中居が歌おうとすると様々なアクシデントが起きて、結局歌えない。

- スマイレーツ（中居・稲垣）
1999年2月8日初放送。パイレーツのパロディ。

- スマ川急便（草彅）
佐川急便のパロディ。

- すま子の花園（中居・草彅・香取）
1999年2月22日初放送。『未来ナース』で行われていた鈴木その子出演の1コーナーのパロディ。中居扮する鈴木すま子が芸能人の楽屋を訪問して、バカ殿やパンダといった白塗りのおもしろメイクを施す。すま子は顔に光が当たっていないと怒り出し、光が当たると上機嫌になる。

- スマザップ（中居）
2015年5月25日放送。ライザップのCMのパロディ。中居が回転すると過去にコントで演じたキャラクター（計算マコちゃんやマー坊など）に変身する。最後は中居と同じ扮装をした別の有名人（篠原信一や石原良純）に変身する。

- スマザン・ボイル（香取）
スーザン・ボイルのパロディ。『ブリテンズ・ゴット・タレント』を模したオーディション番組（審査員は草彅・YOU・中尾彬）にやってきた一般女性、スマザン・ボイル。彼女の思いもよらぬ美声に全員が驚嘆するが、歌っている最中の態度や目線などに不自然な点が多々見られる。実はスマザンは傀儡、裏で米良美一が歌っていた。それに感づいて詰問や警備員等様々な対策を講じる審査員達だが、スマザンは頑なにそれを否定し続けて取り繕いつつその場を凌ぐが…。スマザンがグランドチャンピオンになって以降は、実際の歌手のゲストを迎えての勝ち抜き戦形式になっている。また、一般の女性からの挑戦も募集している。

- すますまいいひと。
1997年6月9日初放送。草彅が主演したドラマ『いいひと。』のパロディ。

- スマスマ課長島耕作（全員）
1997年10月20日初放送。『課長島耕作』のパロディ。

- スマスマ高校メガネ部っ!（木村・香取・稲垣）
2005年10月24日初放送。スマスマ高校にある、部員全員がメガネをかけている部活「メガネ部」が舞台。木村が、広い額と瓶底メガネが特徴の、メガネ部のキャプテンに扮する。因みにこのキャラクターは木村のスケッチを基に製作されたものである[6]。コントの最後に次回予告もあるが、実際に次に放送された話とは全く関係ないどころか、予告自体の話のつながり方が意味不明であった。

- スマスマ湘南爆走族（全員・的場浩司）
『湘南爆走族』のパロディ。配役は江口：中居、石川：木村、丸川：稲垣、原沢：香取、桜井：草彅、茂岡：的場。

- スマスマスタディールーム（木村・香取）
1998年7月13日初放送。

- スマスマなスタアの恋
2001年12月10日発放送。草彅が出演したドラマ『スタアの恋』のパロディ。
- スマスマルパン三世（全員・斎藤洋介・柴田理恵）
1996年11月11日初放送。アニメ『ルパン三世』のパロディ。配役はルパン：中居、五ェ門：木村、次元：斉藤、不二子：柴田、銭形：香取。原作者であるモンキー・パンチが、収録を見学に訪れたことがある。また劇中歌として、アニメ本編では一度も使われていない「ルパン三世のテーマ（'96ヴァージョン）」が使用された。

- SMUFFY （中居・香取）
1996年11月11日初放送。PUFFYのパロディ。1度、本物のPUFFYとも共演した。

- SMAPモア山（全員）
1996年4月22日初放送。メンバーがラッシュモア山に扮するコント。

- スマニ（香取・中居・稲垣・横山めぐみ）
ドラマ『ショムニ』のパロディ。サプライズゲストとして江角マキコ本人がショムニの衣装で出演。

- スマメロ劇場 愛の真珠（中居・稲垣・草彅・横山めぐみ）
横山が主演したドラマ『真珠夫人』のパロディ。

- スマメロ劇場 牡丹と薔薇（草彅・香取・稲垣）
ドラマ『牡丹と薔薇』のパロディ。コントの前に予め、草彅と香取でくじ引きを行い（稲垣はそれの仕切り役）、ぼたん役と香世役を決定。香世役がぼたん役に、嫌がらせ（罰ゲーム）を強制的にやらせる。小沢真珠がサプライズゲストとして登場。

- - スマルフィ（香取）
映画『アマルフィ』のパロディ。織田裕二に扮し巨大な耳を付けた香取にとんでもないことが起こる。

- するめさん (中居)

　　　アイドルオタクの中年男性(長髪・髭の剃り跡で青い顔下半分)がアイドルのうちわを次々と出して独り呟く。
　　　番組終了後も、舞祭組のファンという設定でKis-My-Ft2のテレビ番組やPV、ライブ等で度々復活している。
- 青春日記オギャリン（香取・草彅）
なんでも口に（一口で）入れてしまうオギャリンのコント。普通の口の人はマネしてはいけない。

- 関口ツヨシの東京フレンドツヨシ（草彅・中居・稲垣）
2003年4月21日初放送。『関口宏の東京フレンドパークII』のパロディ。オープニングCG・セットそのものは本家を忠実に再現しているが、ゲストが登場するジェットコースターは乗り物に置き換えられている。ゲストは中居。支配人・関口ツヨシ（草彅）が観客と共に「ナカイ!ナカイ!」と言って盛り上げようとするが、中居がアトラクションに難癖をつけに、いつの間にか「ツヨシ!ツヨシ!」に変わって、支配人とゲストの立場が入れ替わってしまい、支配人自らが毎回多種多様なアトラクションに体を張って挑む羽目に。実況は副支配人の牧原俊幸。ツヨシ支配人の前に着ぐるみ姿のゴロジャマカ（稲垣）がアトラクションに跳ね返される場面も。ちなみに、本家にもSMAPはメンバー全員、または個人としても数回出演しており、また、草彅は当時レギュラー出演していた『どっちの料理ショー』で司会の関口宏と共演していた(草彅が欠席の際には、その代役として稲垣が出演したこともある)。

- セレブAD（中居・草彅・上地雄輔・大和田伸也）
「ダメ人間ですわ」のダメ人間に性格がよく似ているAD・中曽根大輔（中居）が、ディレクター役の草永剛（草彅）やチーフAD上地雄輔らスタッフを振り回す。コント前のナレーションが住友七絵。『ココリコミラクルタイプ』の「セレブ気取り」派生版。ちなみに上地はもともと面倒見のいいしっかりした先輩というキャラ設定だったが、彼が火付け役となったおバカブームの影響もあり上地曰くキャラの設定が（2回目以降）どんどんバカな方になっている。余談だが、1回目の放送の2日後に上地が『クイズ!ヘキサゴンII』に初出演した。2007年6月25日、2007年11月20日、2008年6月16日に放送。
説明テロップが、「セレブポイント」また「ここが上地雄輔」
  1. 遅刻時はヘリコプター通勤
  2. すぐ笑う
  3. カンペは、書道の先生が書く
  4. （プロデューサー役の大和田ら）偉い人と知り合い
  5. 女子アナ（高島彩ら）と知り合い
  6. 茶道の先生がお茶を出す
  7. 軽い食事が本格的なフレンチシェフが焼く松阪牛の高級ステーキ

- SEXY AND THE CITY（全員）
海外連続ドラマ、フジテレビが制作に関わっている映画『SEX AND THE CITY』のパロディ。配役はキャリー・ブラッドショー（サラ・ジェシカ・パーカー）：木村、シャーロット・ヨーク（クリスティン・デイヴィス）：稲垣、ミランダ・ホップス（シンシア・ニクソン）：中居、サマンサ・ジョーンズ（キム・キャトラル）：香取、そして、ドラマには出てこないキャラクター、ルイーズ（キャリーのアシスタント）を草彅が演じる。劇中の後半のお題で各1名が落とし穴に落ちるオチが入っている。ちなみに、落とし穴は発泡スチロールでできている。初回は2008年8月18日、第2回は同年9月15日、第3回は同年9月29日に放送。
お題
  1. 5品中、1品が9,800円の安いスーツを見抜く（安い服を選ぶとアウト）（稲垣がアウト。草彅が見抜いたスーツは258,000円、香取が見抜いたスーツは209,800円、木村が見抜いたスーツは229,800円、中居が見抜いたスーツは234,800円）
  2. 5人の男性が着たアロハシャツのうち、高額なものを見抜く（19,800円の安い服を選ぶとアウト、ジェイソン・ルイス（スミス・ジェロット役）が登場。）（香取がアウト。中居が見抜いたアロハシャツは398,000円、木村が見抜いたアロハシャツは228,000円、稲垣が見抜いたアロハシャツは102,900円、草彅が見抜いたアロハシャツは128,000円）
  3. 5人の男性が着たスカジャンのうち、高額なものを見抜く（58,000円の安い服を選ぶとアウト）（草彅がアウト。木村が見抜いたスカジャンは312,900円、香取が見抜いたスカジャンは488,000円、中居が見抜いたスカジャンは698,000円、稲垣が見抜いたスカジャンは1,050,000円）

2008年のライブ『SMAP 2008 super.modern.artistic.performance tour』内の「JUNCTION」映像でこのコントの映像が使われている。

- ぜんまいおばあちゃん（稲垣・草彅）
1999年10月4日初放送。ぜんまいで動くおばあちゃんのコント。草彅扮する孫のぜんまいの巻き方によって色々なハプニングが起こる。ブレイク前の矢田亜希子が草彅の妹役で出演していた。

- 村長さん（香取・中居）
香取が出演したドラマ『合い言葉は勇気』のパロディ。田中邦衛が演じた「村長」の物真似を香取がする。

- 送信屋（木村・YOU）
YOUが彼氏への思いをメールで送るが、送信屋（木村）が送信途中に誘惑に負けて送信できなかったり、文面を変えて（たとえば、絵文字のハートマークを失恋マークに変える）送信してしまったりする。

## た行
- 体感エレベーター（木村・横山めぐみ・草彅）
1996年10月21日初放送。乗客の注文に応じてエレベーターガールが恋人役を演じてくれるコント。木村演じるサラリーマンはいつもいい所でエレベーターが到着してしまいおあずけになるが、草彅演じる謎の男は要領がいいのかいつもいい思いをしている（エレベーターが開いてもことを続けていたことがあった）。一度だけ柴田理恵がエレベーターガールとして登場し、木村演じるサラリーマンとディープな愛までいく変化版もあった。2012年には「体感エレベーター2012」として復活した(ただし、エレベーターガールは真矢みきが演じている。2012年11月12日放送分では『PRICELESS』で木村と共演中だった香里奈がエレベーターガールを演じた)。また、2013年2月11日放送の「体感エレベーター2013」にはライバル役としてイ・ビョンホンがゲスト出演した。

- DA・I・DAラッパー（香取・草彅・勝村政信・奥貫薫）
2004年6月14日放送。香取扮するMC KATTOと草彅扮するMC PONのラッパー二人組が登場するコント。

- 大魔王星（木村・草彅・香取）
1999年、地球は大魔王星という惑星と衝突して滅びるというちょっとブラックジョークなコント。この星に住む家族が脱出しようと試みるが一人乗りの宇宙船を息子の金次郎（草彅）に壊されて脱出できなくなってしまう。

- 拓哉少年合唱団（木村・YOU）
2005年2月28日初放送。YOUの指揮の元、木村の顔が合成された数多くの少年が歌謡曲を歌う。

- 拓也ママ   (木村・中居)
- 竹の塚歌劇団（木村・稲垣・香取・生瀬勝久・きたろう）
1998年7月27日初放送。宝塚歌劇団のパロディ。愛ゆうき（木村）、綾瀬ごろう（稲垣）、小鳩ふぶき（香取）らが経営難にも負けず奮闘する。
「竹の塚」は東京都足立区の地名。本家宝塚歌劇団は女性だけの歌劇団であるのに対し、竹の塚歌劇団は男性だけの歌劇団である（レビューのバックダンサーも全て男である。但し本家宝塚で男役だった真琴つばさが女役でゲスト出演したことがある）。時期「TAC（竹ノ塚アクションクラブ）」に変更させられていた時期もあった。

- ダメ人間ですわ（中居・稲垣・横山めぐみ）
2003年9月1日初放送。中居扮するダメ人間・中山ひろまさが世の中では考えられないダメなことで世間に迷惑をかけるコント。スマスマのスタッフの黒木彰一がモデルで、月刊SMAiLY編集部に所属。ゲストにジャネット・ジャクソンや観月ありさなどが登場した。後に、設定を変えてシリーズ化。
  - ダメ人間刑事（中居・稲垣）
2004年11月15日初放送。「ダメ人間ですわ」の続編で、中居扮するダメ人間が刑事になっても世間に迷惑をかける刑事もののパロディコント。
  - 新・ダメ人間ですわ（中居・稲垣・横山めぐみ・脇知弘・MEGUMI・平泉成）
「ダメ人間ですわ」の続編で、中居扮するダメ人間が情報番組『こたえてください!』のプロデューサーになっても世間に迷惑をかけるコント。

- 探偵物語ZERO（木村・横山めぐみ）
1996年12月9日初放送。ドラマ『探偵物語』のパロディ。珍しくロケーションが行われたコント。

- TEAMスマスマ（草彅・中居）
草彅が出演していたドラマ『TEAM』のパロディ。

- チャレンジ! コップのツヨ子（草彅）
2016年1月25日初放送[注釈 3]。「コップのフチ子」のパロディ。草彅扮する「コップのツヨ子」が巨大なコーヒーカップのフチでフチ子と同様のポーズに挑戦する。ナレーションはフチ子の声を担当している声優の佐藤聡美。

- 中年アルバイター 欣也さま（香取・中居・櫻井淳子・船越英一郎）
2003年11月24日初放送。北大路欣也のパロディ。西大路欣也（香取）が仕事をするが、不届きな仕事振りだと見抜いた上司（斉藤洋介ら）の注意ですぐクビになる。西大路はコーンスープを「とうもろこしの汁」と言うほどの横文字嫌い（その設定を生かし、TVガイドで連載されている「週刊スマスマ新聞」の漫画「ONE PIECE SMAP」でも、西大路登場時は「ひとかけらすまっぷ」というタイトルに変えられていた）。

- ちょいミス兄貴!てっさん（木村・草彅・香取・白竜）
2006年7月10日初放送。木村扮する月闇組若頭補佐 椿山鉄郎「通称テツ」は、暗黒街に100年に1人の呼び声高き男。しかしちょっとしたミスを犯しがちだという弱点があった（ミス例：めんつゆを麦茶と間違えて飲む、ズボンのチャック閉め忘れ）。人情味があり、男の美学を追求する。カメラを探してでもカメラ目線。草彅：月闇組構成員、香取：星屑組若頭、白竜：月闇組若頭。

- ツギちゃん（草彅）
スギちゃんのパロディ。ツギちゃんがアイドルの生活の漫談をする。

- 壺（草彅／香取／斎藤洋介／木村／中居／森）
1996年4月29日初放送。草彅扮する蛇使い「草彅＝モハメッド＝剛」が巨大な壺から笛を使って大きな蛇を出現させようとする。

- ツヨシかじり虫（草彅・香取）
おしりかじり虫のパロディ。草彅扮したツヨシかじり虫が本元の替え歌を歌いながら、人の食べ物等をかじる。

- ツヨシ十二楽房（草彅）
女子十二楽坊のパロディ。「世界に一つだけの花」を演奏。最後に金ダライが直撃したり、ボウリングのピンのように倒されたりする。

- TMC（稲垣・草彅・香取）
1999年11月1日初放送。TLCのパロディ。タイトルはスマスマの収録が行われている東京メディアシティの略称に由来。コントの途中で軽いゲームに挑戦、負けた1名がコントの格好のまま、東京メディアシティ内の施設で罰ゲームを受ける。

- デニス・カッドマン（香取・中居）
1997年6月2日初放送。NBAプレーヤー（当時）デニス・ロッドマンのパロディ。デニス・カッドマンの友人「佐々木くん」としてロッドマン本人が出演した事もあるが、その収録時には香取が寝坊して大目玉を食らった。

- デビールマン（草彅・中居）
1998年6月22日初放送。アニメ『デビルマン』のパロディ。草彅が「デビーール!」と掛け声を発しようとすると、親父（中居）があらゆる手段で、それを制止させる。
ちなみに中居扮する親父はSMAPのライブやジャニーズ事務所主催の野球行事にもしばしば登場し、2011年･2013年にはSMAPがCMキャラクターを務めるソフトバンクモバイルのCMにも登場した（「二つ折りの唄」篇と「スマホで健康管理」篇）。
2009年に草彅主演のドラマ『任侠ヘルパー』のパロディとして｢デビールマン 任侠ヘルパー編｣が放送され、草彅は本編と同じく翼彦一役として出演し、薮宏太(Hey! Say! JUMP)も本編と同じく鷹山三樹矢役でゲスト出演した。
  - キューティーツニー（上記と同じ）
2005年3月7日初放送。映画『キューティーハニー』のパロディ。『デビールマン』の事実上の続編扱いで、流れはほぼ同じ。

- DEBU NOTE（稲垣・草彅・脇知弘／香里奈／梨花）
漫画『DEATH NOTE』のパロディ。稲垣扮する「夜神脂（やがみオイル、体重135キロ）」は「デブーク」（脇）の落とした「デブノート」を拾う。デブノートに名前を書かれた人は突然太りだす。

- テラスマハウス（草彅）
『テラスハウス』のパロディ。

- テロテアリーナ（中居（主演）、香取（監督も担当）、YOU、斎藤洋介）
2005年9月12日放送。土から出てきて水中も泳げて空も飛べて指先からビームも出て人間の言葉も話せる謎の生物「テロテアリーナ」の生態を描いたコント。制作されたきっかけは、2005年7月4日～7月11日と2週に渡って放送された「SMAP×SMAP 7th LOVE AWARD」の中で、「カツケンサンバ」（実質的には本家である「マツケンサンバII」）の歌詞を中居が答えられず「踊ろ セニョリータ」の部分を「テロテアリーナ」と書いた事。次のクイズで、香取が稲垣の作った粘土細工（粘土の王国参照）の内容を答えるときに、トカゲの様なイラストとともに「テロテアリーナ」と書き、他のメンバーも「テロテアリーナ」にこだわっていた。その後、LOVE AWARD最下位になった中居への罰ゲームとして、香取監督（香取はコント初演出）・中居主演の『テロテアリーナ』が制作された。

- 天国への階段
韓国ドラマ『天国の階段』のパロディ。

- 投稿ボーイズ（香取・草彅）
青年2人が、TV番組に投稿するハプニングビデオを作ろうとするが…。

- Dr.コロー診療所（稲垣・櫻井淳子・近藤芳正）
ドラマ『Dr.コトー診療所』のパロディ。最後に次回予告もあるが、実際に次に放送された話とは全く関係ないどころか、予告自体の話のつながり方が意味不明であった。後に「スマスマ高校メガネ部っ!」がこの流れを汲む事に。

- 独身貴族の草彅剛 (草彅)
- 毒蛇ツヨポン（草彅・香取・横山めぐみ）
1997年10月20日初放送。香取と横山にキツイ毒を浴びせさせる男のコント。

- 殿リーマン（稲垣・草彅・中居）
1999年5月24日初放送。稲垣扮する殿リーマン（本名：上杉吾郎）がさまざまなことに挑戦する。『志村けんのバカ殿様』のパロディ。
2005年に本編とはさして関係ないトラブル（稲垣が退場時に使った駕篭からバランスを崩し落ちそうになるも、小窓から顔を出していたがために首が引っかかり完全に駕篭から落ちることも出来ず、片足だけが駕篭からずり落ちた状態で担がれていった）も含めてSMAP×SMAP4時間スペシャルの最優秀賞受賞。それを記念して2006年に1度だけ復活。
志村けんはこのコントの存在とパロディ元が自分のキャラ（バカ殿様）であることを知っていた（2006年10月16日放送のBISTRO SMAPに志村と加藤茶が来店した際にコメント）。
その後は負けず嫌いの性格を追加した「負けず嫌い殿リーマン」が放送された。

- 殿サマーヌード（稲垣）
ドラマ『SUMMER NUDE』のパロディ。主役は殿リーマン。

- トムヤン君（香取・草彅・アドゴニー）
「草川外国人タレント事務所」に所属するアジア系のトムヤンは、芸歴7年だが仕事がない。ついに「マネージャーをやりなさい」と草川社長に言われるが、カタコトの日本語で必死に"使えるタレント"であることをアピールする。

- ドラキュラ、フランケンシュタイン、狼男（全員）
金持ちの御曹司の別荘に泊まる事になった青年たち。その別荘には怪物が出るという伝説があり、やや怯えながらも夜を過ごす彼ら。しかし、当の怪物（草彅）はというと青年たちがあまりに強気すぎるので出るに出られなくなっていたのであった。

- Dragon Smash（木村・草彅・横山めぐみ）
Dragon Ashのパロディ。降谷建三（木村）とDJボツ（草彅）が、出産や手術中などの緊迫した場面に突然現れる。

## な行
- 中居奏～バラードへの道～（中居・草彅）
2003年2月10日初放送。中居がバラードシンガー「中居奏（なかいかな）」に扮するコント。コーナーが誕生したきっかけはエンドトークでの香取の「中居くんソロデビューすれば？バラードで」という発言[7]。コントはマネージャーの草柳（草彅）がいつも遅刻する所から始まる。毎回中居が本気でバラードを歌い上げる。このコーナーで歌われる楽曲「Secret」はこのコーナーの回を重ねるごとに曲調が変わる。曲を披露する会場はいつもデパートの屋上だったり商店街だったりする。周囲の人たちは中居の歌には目もくれない。後にロックへの道と路線変更したものが1回だけ放送された。

- ナギサ（香取・木村・草彅・横山めぐみ）
言うことを聞かない息子二人に疲れた母親が、脱皮して男になるコント。

- 成り上がり芸人 ドス恋パイナポー（草彅・香取・次長課長・タカアンドトシ）
2007年5月14日初放送。草彅・香取扮するネタもろくに出来ない成り上がりの若手芸人「ドス恋パイナポー」が毎回、先輩芸人(次長課長、タカトシ)に対して失礼な行動を好き放題繰り返し、先輩を困らせるコント。最後は、お笑いライブで先輩のネタをパクリ、しかもそれがウケてしまう。
先輩芸人として次長課長・タカアンドトシ の他にも、爆笑問題・小島よしお・なだぎ武などの芸人がゲストとして本人役で登場した。

- ナリスとクリス（中居・クリス松村）

- 29（稲垣・草彅）
19のパロディ。路上ミュージシャンのゴロゴ（稲垣）とツヨジ（草彅）が客のリクエストに合わせて歌う。

- NIKKOさんのどんだけ～!出張メイク（香取・渡辺和洋（フジテレビアナウンサー）／マリエ／中川翔子／佐藤江梨子／柳原可奈子／ギャル曽根）
2007年7月16日初放送。ゲストが香取扮するNIKKOさん（IKKOのパロディ）によりとんでもないメイクをされてしまう。2007年10月8日放送の「スマスマキャラクター祭り」のコーナーと翌週の「BISTRO SMAP」で本物のIKKOと共演した。

- 日本陥没（草彅・中居・香取）
2006年放送。草彅主演の映画『日本沈没』のパロディ。

- NEWSMA JAPAN（中居・香取）
2007年放送。『ニュースJAPAN』のパロディ。中本方哉（中居）と滝山クリステル（香取）が司会。滝山がニュースを読むと、スタジオの中本にその事故が起こり、そのことについて中本がコメント。仕返しとばかりに中本がニュースを読み、滝山に事故が起こる。

- ニワさん（香取・稲垣・伊藤裕子・佐藤二朗）
2006年8月28日初放送[注釈 4]。美輪明宏のパロディ。香取扮するニワさんは体内のオーラを清めるために、野菜しか食べないと自分の書いた本に書いていたが、実はそうではなかった。ゲストや稲垣、佐藤二郎に「貴方たちの後ろにご先祖様がいる」と言い皆に後ろを向かせ、その間に肉料理などのご馳走をニワさんが食べる。他にも稲垣から無理難題を押し付けられ、それに対しニワさんは「心を研ぎ澄ませば成功できる」などと言って果敢に挑戦するが必ず失敗する。なお、このコントは美輪本人が公認している。また、香取に内緒で江原啓之（当時「オーラの泉」で美輪と共演していた）もゲスト出演したことがあり、その時香取はかなり驚いていた。

- 脳内戦士キリヌケトオル（中居・稲垣）
2005年2月28日初放送。稲垣のピンチに脳内戦士キリヌケトオル（中居）が出動するが必ず逆効果に終わる。キリヌケトオルの命令はアドリブで、稲垣はそれに翻弄される。

## は行
- ハイティーンブギウギ（中居）
タイトルは「ハイティーン・ブギ」のパロディ。

- Percume（稲垣・草彅・香取・川端健嗣）
Perfumeのパロディ。ごっち（稲垣、のっち（大本彩乃））、くさゆか（草彅、かしゆか（樫野有香））、し～ちゃん（香取、あ～ちゃん（西脇綾香））の3人組で、名前はPerfumeのメンバー3人のパロディ。最後にポーズを合わさないと、後ろにある鉄球の餌食となる。

- 爆笑ブルーカーペット
『爆笑レッドカーペット』のパロディ。ちなみに「レッド」ではカーペットが横に動くが「ブルー」では縦に動く。キャッチコピーは「レッド」のものがそのまま使われ、判定は「満点スマ笑」と表示される（紹介や登場、退場時のBGMは本家と同一）。

- ハーコさんの写すんです（稲垣・香取・斎藤洋介・横山めぐみ）
1999年12月6日放送。林家ペー・パー子夫妻のパロディ。

- バッキー木村（木村）
1999年2月15日初放送。元は草彅がヨーヨー名人と対決するコーナー「YO-YO-YO」の中で木村が演じていたパラパラダンサーが、コントキャラクターとして独立。コント化に際し、ナレーターのバッキー木場をもじったキャラクター名が付いた。踊っていた曲は、「YO-YO-YO」時代は「ONE NIGHT IN ARABIA」→コント前期は「NIGHT OF FIRE」→コント後期は、ズンパ音頭をユーロビート化したオリジナル楽曲。このコントがキッカケでパラパラブームが再燃、当時は東京ディズニーランドでもパラパラを取り入れたショーが行われ、その際にはミッキーマウス率いるディズニーキャラクター達ともコラボした。

- パックMAN（稲垣・松下奈緒）
お肌と正義を守るヒーローを稲垣が演じる。しかし、顔のパックが取れると何もできなくなってしまう。2006年9月11日放送。

- バニラさん（香取・木村・草彅・横山めぐみ）
1998年10月19日初放送。香取が売れないアイスクリーム「バニラさん」に扮するコント。売れ残るバニラさん（香取）を何としてでも売ろうとする店長木村は、常連客の草彅にあらゆる手段を使って売り込むが結局最後はミントさん（横山）が選ばれてしまう。最終的に、MDプレーヤーや炊飯器にバニラを抱き合わせにして売るが、それでも売れない。

- 早押しツヨポン（草彅・京野ことみ・はしのえみ）
相手の話の途中で早押しボタンを押して答えてしまう。

- 薔薇のある花屋（香取・草彅・稲垣）
2008年1月期に香取が主演したドラマ『薔薇のない花屋』のパロディ。草彅が正しい花を当てるゲーム。

- ハリーポッチャリコロシアム（稲垣・中居・香取・横山めぐみ）
映画『ハリー・ポッター』のパロディ。

- ピアノーマン（稲垣）
ピアノマンのパロディで、ただのピアノ弾き。2005年5月30日放送。

- 悲劇の監督 オシモ（草彅・中居）
2006年10月16日初放送。サッカー日本代表監督のイビチャ・オシムのパロディ。草彅扮するイビチャ・オシモが、選手に忠告した後、試合のビデオを再生しようとしてDVDプレーヤーにビデオテープを入れようとしたり、攻め方の説明をするときホワイトボードに油性のペンで書いてしまったりと失敗をして、「もしもピアノが弾けたなら」の替え歌で失敗の内容を歌い、通訳の中居に叩かれる。

- HIP HOP G（稲垣）
1996年10月28日初放送。スタジオ内に用意された壁に向かって、スプレーアートを行う。途中からSP役として木村・香取も出演。

- ひみつ（木村・香取）
1997年5月26日初放送。太郎（木村）が都会にある本屋で買ってきた本「秘密」に書かれていた秘密を、次郎（香取）にこっそりと教える。両者のやり取りはほぼアドリブ（フリートークに近い状態）。

- 百天イーグルスガンバレ! 田応くん（中居）
百天イーグルスは「東北楽天ゴールデンイーグルス」、田応は初代監督の田尾安志、タイトルは『がんばれ!!タブチくん!!』のパロディ。

- ヒリーズヒートキャンプ（香取）
ビリーズブートキャンプのパロディ。毎回芸能界を生きるコツを教える。2007年8月6日の放送でサプライズゲストで本家のビリー・ブランクスが出演し、「日本でしか放映されてないから大丈夫と思ったら大間違いだぞ」等と発言しその後本物のブートキャンプを行った。

- 昼顔（木村・LiLiCo）
2014年11月17日初放送。ドラマ『昼顔〜平日午後3時の恋人たち〜』のパロディ。2015年1月5日OAの回では本家『昼顔』に出演する斎藤工がゲストで参加した。

- ヒロくんとゴロチ（中居・稲垣）
2015年5月18日初放送。稲垣の実際の友人である「ヒロくん」に扮した中居と、本人役の稲垣のコント。稲垣を愛するヒロくんが稲垣の家の中で暴走する。

- フィッティングルーム
2003年11月3日初放送。とあるブティックのフィッティングルームから様々な扮装をしたメンバー1人が登場する。

- 不機嫌なゴロー（稲垣・栗山千明）
2016年8月1日初放送。稲垣扮する俳優の「稲垣ゴロー」は、栗山扮するマネージャーが会話の中で、稲垣自身の天然パーマやポロシャツの襟が整わないのを揶揄していると勘違いし不機嫌になり、最後にはお菓子や紙コップを床にばらまいたり、障子を破き暴れ回る。タイトルは同年に稲垣と栗山が出演したドラマ『不機嫌な果実』のパロディ。

- ぶつ切りゴロソン（稲垣・厚切りジェイソン）
2015年11月9日放送。稲垣扮するぶつ切りゴロソンが厚切りジェイソンに弟子入りする。

- ブラック・パイレーツ（木村・稲垣）
2012年2月6日初放送。売れないデスメタルバンド、ブラック・パイレーツが、マネージャーの稲本（稲垣）の提案で「愛は勝つ」のような前向きな歌をデスメタルにアレンジして歌うコント。ボーカルの木村を中心にバンドメンバーにマーティ・フリードマン（元メガデス）、MASAKI（元アニメタル・CANTA）、淳士（元SIAM SHADE）が参加している。

- フラワーTK（木村・KEIKO(globe)）
1998年6月29日初放送。小室哲哉のパロディ。部屋で歌うKEIKOの歌声に合わせて、フラワーロックの様に小室に扮した木村がクネクネ動く（小室本人の動きを皮肉ったもの）。

- ブランドロン・セレクトショップ（香取・草彅・稲垣）
2005年1月31日初放送。子供服セレクトショップのオカマオーナーであるブランドロン（香取）は不思議な歌とダンスで突然店に現れ（ブランドロン体操というものもある）、リッチなお客様山田さん（稲垣）に、音の出ないたて笛や防犯性に優れたブランドセルなど、オネエ言葉で次々とオリジナル商品を勧める。フランス帰りの為「ボンジュール!」を連発。店員キャンディ（草彅）はそんなオーナーのことをよく理解している。

- 古畑拓三郎（木村・草彅・斎藤洋介 他）
1996年4月15日（番組初回）初放送。ドラマ『古畑任三郎』のパロディ。古畑拓三郎（木村）が草泉慎太郎（草彅）と共に、毎回驚異的な推理で犯人を追いつめる。なお名字の読みは本家と違い「ふるはたけ」である。犯人役は殆どがSMAPの木村・草彅以外のメンバーだが、過去には江口洋介もやったことがある（江口は本家「古畑」の犯人役で出演したことがあり、その際「犯人グループの仲間役」として斉藤も共演していた）。斎藤は鑑識役であり、古畑にモアイ像と間違われるのがお約束。サプライズも含めて、ゲストの出演が多いコントで、本家である三谷幸喜が脚本を書いた回では、最後にサプライズゲストとして本物の今泉慎太郎（西村雅彦）が出演。また、エキストラとして当時まだ無名の若手芸人であった、くりぃむしちゅー（当時は「海砂利水魚」として活動）、あさりど、ココリコ、バナナマン、ふかわりょうなども数回出演したことがある[注釈 5]。毎回、草泉がゲスト登場等のサプライズを受けた状態でコントをしめさせるのが恒例。ちなみに、本家でもSMAP（そのうち、木村は2度）は犯人役として出演したことがある。

- ベイカー茉秋のおばあちゃん   (香取)
- ベストカップル ～その愛と真実（木村・真矢みき）
フィギュア・ペアスケーター編、マジシャン編、トップモデル編がある。人も羨むベストカップルの二人だが、クールにきめた顔の裏では同棲しているが故の生活感あふれる会話をしていた。

- ベッキャム（香取）
2003年6月9日初放送。デビッド・ベッカムのパロディ。話すのは英語ではなくなぜか関西弁。「べっきゃむでぇ～す!!」に始まる一人での漫談。常に恐妻家のヴィクトリュア夫人（モデルはヴィクトリア・ベッカム）に暴力で突っ込まれ、「ハイ、ハイ、ハイ、ハイ、ベッキャムでした!」でしめるが、そのあと少ししゃべる。ベッキャムの英語力は英検4級らしい。

- ペットのPちゃん（木村・稲垣・香取・柴田理恵）
1996年5月20日初放送。ペットのPちゃん（木村）が、飼い主のパパ（稲垣）のいない間に、ママ（柴田理恵）などの女性と不倫劇を繰り広げる。Pちゃんが不倫しているのを息子の慎吾（香取）が見てしまい、不倫の最中に登場してやめさせる。パパが帰ってくると慎吾はPちゃんが不倫していたのを告げるがパパは信じない。2003年10月13日の放送を最後にママは登場しなくなり（2012年6月11日放送分での香取曰く、「（ママは）死んだ」との事）、それ以前はさまざまな女優が家に訪問して来るが、パパのいない間に愛を交わそうとしていた。稀に出演したゲストも交えて、ゲーム対決をすることもある。スマスマのコントのなかでは唯一下ネタが含まれる珍しいコントで、初期にはコント直前に、子供を寝かしつける様注意を促すテロップが表示されていた。類似のコントとして木村がオウムを演じる「オウムのOちゃん」というのがあった。また、ゲストでガチャピン、ムックや、「山Pちゃん」に扮した山下智久が出演したこともある。

- ベテラン芸人 海平まさし・しんじ（中居・香取・稲垣・日本エレキテル連合）
2014年11月3日放送。ベテラン芸人である海平まさし・しんじ（中居・香取）が稲山プロデューサー（稲垣）の担当する特番の収録で後輩芸人の日本エレキテル連合のネタを堂々とパクる。香取は「朱美ちゃん」ならぬ「シゲ美ちゃん」に扮した。

- ボイパ（中居・草彅・香取）
野球部員が軽音楽部に行き、ボイスパーカッションを自主トレーニングする。

- 報道記者ナマイ（中居・香取）
2006年11月6日初放送。日本テレビ系の報道番組『報道特捜プロジェクト』内の今井ディレクターが、振り込め詐欺を撃退していくVTRのパロディ。

- 僕と彼女の生きる道（稲垣・香取・草彅）
草彅主演のドラマ『僕と彼女と彼女の生きる道』のパロディ。草彅が演じていた小柳徹朗を香取、娘の凜を稲垣、主題歌を歌う&Gを草彅が演じた。

- 「僕じゃなくても…シリーズ」（草彅・中居・香取・斎藤洋介）
草彅を主人公とする映画パロディシリーズ。ピクサーの映画が多い。
  - モンスター・ツヨク
『モンスターズ・インク』のパロディ。
  - ファインディング・ツモ
『ファインディング・ニモ』のパロディ。
  - ホーンテッドツヨション
『ホーンテッドマンション』のパロディ。

- ホストマンブルース（木村・稲垣）
2002年2月4日初放送。No.1ホスト・ヒカル（木村）、No.2ホスト・優雅（稲垣）らが、さまざまな「おもてなし」を行う。また2005年10月からは、恋のマイア火（「恋のマイアヒ」の替え歌）でパラパラを踊りながら登場し、酒に迷える子羊?を救う。2006年は、若手芸人と絡む機会が増えている。2010年9月4日の『SmaSTATION!!』の「ベストヒットスマステーションニッポン人が選ぶ洋楽一発屋ベスト30」において、このコーナーがきっかけで「恋のマイアヒ」がブレイクしたとして、ヒカル・優雅の映像込みで紹介された。

- ホレ八先生（中居）
TBS系の学園ドラマシリーズ『3年B組金八先生』のパロディ。ホレ八先生(中居)が女子生徒に甘い言葉をかけてホレさせる。ホレた生徒はその場で寝てしまう。生徒役の中には声優の飯田里穂が出演していた。

- ほんとにあった細（こま）い話（稲垣・草彅）
稲垣がストーリーテラーを務める『ほんとにあった怖い話』のパロディ。稲垣が「七三ほん細（こま）クラブ」のメンバーとともに、世の中の鬱陶しいほど細（こま）い体験話を再現VTRにして楽しんでしまおうというコーナー。セットは本家のものを使用しており、ほん細クラブの「ハイ、吾郎さん!」というかけ声も同じ。草彅は再現VTRのみ登場。

- 本当にいたAKBAD（草彅・稲垣）
東大卒のAD・草山（草彅）が稲垣を毎回振り回すというコント。草山は常にAKB48のTシャツを着ているが自らファンであることは口にしない。稲垣がメンバーの話をすると急に饒舌になる。「BISTRO SMAP」にAKB48が出演した際は、通常、香取が行っている「おいしいリアクション」を草彅が草山のキャラクターで担当した。

## ま行
- マー坊 （中居・草彅・香取）
1997年2月10日初放送。初登場時のコント名は、「NOWい男」。中居扮するマー坊の時代遅れの行動を、草彅と香取が影で突っ込むコント。

- 真逆（香取・草彅）
草彅発案のコント。そのタイトルの通り、相手が話すべきセリフを互いが相手の行動に合わせてしゃべる。カット割のない一発撮りで、失敗すると最初からやり直しとなる。

- マサカ先生（中居・草彅・香取）
1998年4月27日初放送。

- マジシャン・ゼロ（木村・白石美帆・田中要次）
2006年12月4日初放送。セロのパロディ。ゼロ（木村）がお客さんを前に店で本気でマジックをするが結局は店員（田中要次）に突っ込まれてしまう。2007年7月23日放送分では特番の番宣でセロ本人が出演、マジックで出演者の度肝を抜いた。この他2007年3月12日放送分に、ゲストとして哀川翔が、10月29日に山本耕史が出演。2007年10月8日に放送された特別企画「スマスマ キャラクター祭り」では、このパートのみ、ナレーションは本家『マジック革命!!セロ!』で務めている立木文彦が担当した。2007年6月～9月など白石美帆が連続ドラマに出演している期間は別々の有名女優が単発で白石の代役を務めていたが、白石のスケジュールが空いた10月以降は予定通りレギュラー復帰している。

- Ma～ha（木村・草彅・香取）
「Take on me」で知られるノルウェーの音楽グループ、a-haのパロディ。わがままなメンバー・マリネ（木村）を、モートン（草彅）・ポール（香取）が協力して脱退させようと画策させるが…。

- 水（木村・草彅・中谷美紀）
1998年4月27日初放送。

- MR.DOG（木村・中居・香取）
木村扮する犬のような刑事DOGが犬の嗅覚を利用して、同じく刑事の中居、香取に手懐けられながら事件現場の謎を解明していくコント。

- 密着カボヅカチャンネル（香取・稲垣）
「スター楽屋探訪」から派生した、窪塚洋介のパロディ。稲尾すすむ（稲垣）がカボヅカくんの家を訪問する。

- もう一つの・・・北の国から～あこがれて～（香取、木村、稲垣、中居、草彅、志賀勝、大森暁美、内山理名、松山千春(福島在住の一般人)、小堺一機）
ドラマ『北の国から』に魅入られて北海道にやってきた一家の物語。

- もうひとつの砂時計（香取、草彅、稲垣、美山加恋）
TBSの愛の劇場枠で放送されていた昼ドラ『砂時計』のパロディ。

- もうひとつの銭の戦争（草彅・香取・ジュディ・オング）
2015年3月9日放送。草彅が主演したドラマ『銭の戦争』のパロディ。

- モシちゃん（中居）
田原俊彦のパロディ。モノマネをしながら視聴者からの質問にアイドルらしい回答をする。タイトルは田原の愛称「トシちゃん」からきている。

- もっと人にやさしく（香取、稲垣、中居）
香取が主演したドラマ『人にやさしく』のパロディ。毎回、後出しジャンケンパイ投げゲーム（ビームフラッシュ）を行う（初回は水かけだった）。じゃんけんの勝者が手元のボタンで、相手にパイを投げつけることができる。投げられるほうは、パイ（クリーム）がぶつからないよう、すぐさまプレートで防御する（このコントで使われた自動パイ投げ装置は、｢TV史上初｣との触れ込みで使われたが、パイが中居に届かなかったり、ジャンケンに勝ったはずの香取にもパイが飛ぶといったハプニングがあった。「アナウンサーガンガン物語」「パイ!ロット」でも流用されている）。
  - スマスマ三銃士（香取、稲垣、中居）
『人にやさしく』終了後に、設定だけ変えた同様のコント（3人のキャラクターはそのまま）。ゲームは後出しジャンケン水かけゲームとなっている。

- ものまね三銃士（草彅・香取・原口あきまさ・福田彩乃）
2015年12月14日放送。「ものまね三銃士」と呼ばれている草彅・原口・福田の三人が記者団の前で香取のものまねのフリに答えていくが、草彅のみ無茶ぶりされる。

- ものまねメイキスト ごろちん（稲垣・佐野ひなこ）
2014年4月21日初放送。ざわちんのパロディ。稲垣扮する「ごろちん」がものまねメイクで有名人に変身する。

- 森山剛太朗（草彅）
草彅演じる森山剛太朗（森山直太朗のパロディ）が登場。

- モンスター・ツヨク（全員・横山めぐみ・阿藤快・宇梶剛士）
草彅が扮するモンスター・ツヨクが人間達を驚かそうとするもことごとく失敗し、人間達から驚かせ方を教わる。

## や行
- 闇医者ジャック（中居・草彅）
『ブラック・ジャック』のパロディ。チンピラ（草彅）が怪我をしてジャック（中居）に治療を要求するが、毎回ジャックのペースに乗せられて頓珍漢な会話（フリートーク）を繰り広げる羽目になる。後に一度も治療してもらっていないことが明かされた。

- ユージくん（香取）
1998年5月18日初放送。香取の出演していたドラマ『恋はあせらず』の織田裕二のパロディ。衣装は本家ドラマで使用しているものが使われた。

- Yoji4649.com（木村）
ハードボイルド作家、耀司が山奥の小屋で電子メールで送られてきた人生相談に答える。

- 世にも微妙な物語（草彅・木村）
『世にも奇妙な物語』のパロディ。草彅がタモリならぬツモリに扮して、"微妙"な光景を紹介。過去には『ウッチャンナンチャンのやるならやらねば!』でも同名企画が制作、放送されていた。

## ら行
- ラジオ宅配便（香取・木村）
『ラジオ深夜便』のパロディ。番組内のコーナーである「早かけリクエスト」で、何度もパーティー中の若者（木村）に繋がり、その度に安室奈美恵の『Body Feels EXIT』を流すことになってしまう。

- ラッツ&マスター（全員・水野真紀）
1996年4月22日放送。ラッツ&スターのパロディ。

- リーガルパイ（香取・稲垣）
フジテレビ系で放送されたドラマ『リーガルハイ』のパロディ。

- レオナルド・タクプリオ（「イタイタニック」）（木村・稲垣・草彅・香取・りょう）
レオナルド・ディカプリオのパロディ&映画『タイタニック』のパロディ。

- レッサーパンダ ツウ太くん（草彅・羽田美智子）
2005年に話題となったレッサーパンダ・風太くんのパロディ。レッサーパンダのツウ太くんに草彅が扮する。

- ローステッド・ボテト（中居・香取）
ピザ宅配会社のピザーラの商品、「ローステット・ポテト」のパロディ。

- ロンバケパロディ（稲垣・草彅・香取）
1996年6月24日放送。木村の主演ドラマ『ロングバケーション』のパロディ。稲垣・草彅・香取の3人が、本家で山口智子が演じた葉山南に扮する。

## わ行
- 若おやじ -あなたのために-（中居・香取）
1998年8月10日初放送。中居扮するサラリーマンが、香取の態度の悪さを注意する。

- 我が名はジャック（木村）
2003年12月8日初放送。木村扮するジャック船長（映画『パイレーツ・オブ・カリビアン』主人公ジャック・スパロウのパロディ）が、幼稚園や動物園の「園長」になったり、船内でアニメのキャラクターと掛け合いをする。

## 複数登場キャラクター
複数のコントに登場したキャラクターや、香取・草彅・中居が『笑っていいとも!年忘れ特大号!』の「いいとも!ものまね紅白歌合戦」ので演じたキャラクターなど。
イビチャ・オシモ
草彅が演じるキャラクター。サッカー日本代表監督のイビチャ・オシムのパロディ。コント「悲劇の監督 オシモ」と2006年度「いいとも!ものまね歌合戦」に登場。
MCカマー
香取が演じるキャラクター。MCハマーのパロディ。また、香取は『サタ☆スマ』でも同キャラを演じたことがある。コント「MCカマー」と2001年度「いいとも!ものまね歌合戦」に登場。なお、2007年に放送された『FNS27時間テレビ みんな“なまか”だっ!ウッキー!ハッピー!西遊記!』においてMCハマー本人との共演が実現した。
カツケン
香取が演じるキャラクター。コント「カツケンサンバ」と2004年度「いいとも!ものまね歌合戦」に登場。
香取邦衛
香取が演じるキャラクター。コント「村長さん」と2000年度「いいとも!ものまね歌合戦」に登場。
子役　鈴木愛菜夫（香取・稲垣・草彅・杉田かおる・安達祐実・坂上忍・まさお君）
香取が演じるキャラクター。名前は芦田愛菜と鈴木福を合わせたもので読みは「すずきまなぶ」。子役なのに大人びている鈴木愛菜夫(香取)が、草川マネージャー(草彅)をこき使うという内容。安達祐実演じる母親や杉田かおる演じる事務所の社長には弱い。この他、稲山プロデューサー(稲垣)も登場。毎回殆ど練習せず撮影の本番に臨むものの、愛菜夫は完璧に演技をこなし、草川が「天才だ…！」と感銘を受けてオチがつく。
なお、タイトルの表記は『鈴木愛菜夫』となっており、いかにも上記の2人の名前をもじったことがわかるようなコントだった。また、鈴木の出演作『妖怪人間ベム』(ドラマ版の放送は日本テレビだったが、オリジナルのアニメはフジテレビが放送)のタイトルを模した『怪獣人間デラ』なるドラマの撮影シーンも描かれた。
第1回の時点でのタイトルは「天才子役 鈴木愛菜夫」で、2012年5月7日に放送された第3回では「ズル賢い子役 鈴木愛菜夫」とタイトルが一定していない。
香取は2011年と2012年の『笑っていいとも!特大号』の「ものまね歌合戦」ではこのキャラクターで出場し、演目を披露した（ただし、名前はモデルとなっている「鈴木福」名義。2011年は柳原可奈子とコラボした。ちなみに柳原は芦田愛菜のものまねをした。）。
しょうわ時代（中居・おやじダンサーズ）
2011年8月15日初放送。中山さん（中居）率いる中高年男性たちが少女時代のダンスをするコント。2011年の「いいとも特大号」のものまね歌合戦にも登場。また、2012年3月の第14回東京ガールズコレクションにゲスト出演した。
ツヨシかじり虫
草彅が演じるキャラクター。コント「ツヨシかじり虫」と2007年度「いいとも!ものまね歌合戦」に登場。
NIKKOさん
香取演じるキャラクター。コント「NIKKOさんのどんだけ～!出張メイク」と2007年度「いいとも!ものまね歌合戦」に登場しご本人と共演。
ニワさん
香取演じるキャラクター。コント「ニワさん」と2006年度「いいとも!ものまね歌合戦」に登場。
マー坊
中居が演じるキャラクター。コント「マー坊」や『めちゃ²イケてるッ!』の「数取団」や『キスマイBUSAIKU!?』等に登場。
森山剛太朗
草彅が演じるキャラクター。森山直太朗のパロディ。コント「森山剛太朗」と2003年度「いいとも!ものまね歌合戦」に登場。後者でタモリは「気が付かなかったけど(森山に)似てんだな、もともと」と発言している。